# Домашнее (озеро, Ленинградская область)
Домашнее — озеро в Светогорском городском поселении Выборгского района Ленинградской области России.

## Географическое положение
Находится на Карельском перешейке в пограничной зоне с Финляндией, в 160 метрах к северо-востоку от автодороги 41К-417, в 1,5 км восточнее бывшего посёлка Топольки.

## Описание
Имеет обратную сердцевидную форму. Максимальная длина и ширина — около 470 метров. Максимальная глубина — 6,3 метров. Озеро проточное: с юго-восточной стороны из озера Бабухино в него впадает река Подгорная, которая с юго-западной стороны вытекает из озера. Берега Домашнего низкие, кое-где отлогие. Около 5 % от площади озера зарастает кувшинкой, кое-где вдоль берега произрастает тростник

## Ихтиофауна
Из рыб в озере обитают окунь, плотва, щука (преимущественно некрупные особи), в меньшем количестве — карась. Высокая численность плотвы отмечена в районе устья речки Подгорной. Озеро проходное, и в период весеннего половодья его биоразнообразие повышается за счёт проникновения рыб из соседних водоёмов, так, в этот период здесь встречается язь.